# Maren Gajewski
Maren Gajewski (* 12. September 1997 in Hamburg, Deutschland) ist eine ehemalige deutsche Handballspielerin, die zuletzt für den Bundesligisten HSG Bad Wildungen auflief.

## Karriere
Gajewski spielte anfangs in ihrer Geburtsstadt bei der JSG Alstertal/Norderstedt. In der Spielzeit 2014/15 lief sie für die JSG in der A-Juniorinnen Handball-Bundesliga auf. In derselben Spielzeit gewann sie mit der A-Jugend den Hamburger Pokal.
Gajewski schloss sich im Sommer 2015 dem Drittligisten SV Henstedt-Ulzburg an, bei dem sie neben der angestammten Rechtsaußenposition auch im rechten Rückraum eingesetzt wurde. Mit dem SVHU erreichte sie in der Saison 2015/16 das Achtelfinale im DHB-Pokal. Zur Saison 2019/20 wechselte die Linkshänderin zum Zweitligisten Werder Bremen, bei dem sie eine der torgefährlichsten Spielerinnen war. In der Saison 2022/23 stand sie beim Bundesligisten HSG Bad Wildungen unter Vertrag. Anschließend beendete sie ihre Karriere.

## Sonstiges
Gajewski hat eine Ausbildung als Speditionskauffrau und ein Bachelor-Studium im Bereich internationales Logistikmanagement abgeschlossen. Danach begann sie ein duales Master-Studium im Bereich Wirtschaftspsychologie.